# هیلتن هد آیلند (کارولینای جنوبی)
هیلتن هد آیلند(به انگلیسی: Hilton Head Island) شهری در ایالت کارولینای جنوبی کشور ایالات متحده آمریکا است که جمعیت آن در سرشماری سال ۲۰۱۰ میلادی، ۳۷٬۰۹۹ نفر بوده‌است.